# Подофилл щитовидный
Подофи́лл щитови́дный (лат. Podophýllum peltátum) — травянистое многолетнее растение, вид рода Подофилл (Podophyllum) семейства Барбарисовые (Berberidaceae), происходящее из восточной части Северной Америки.

## Ботаническое описание

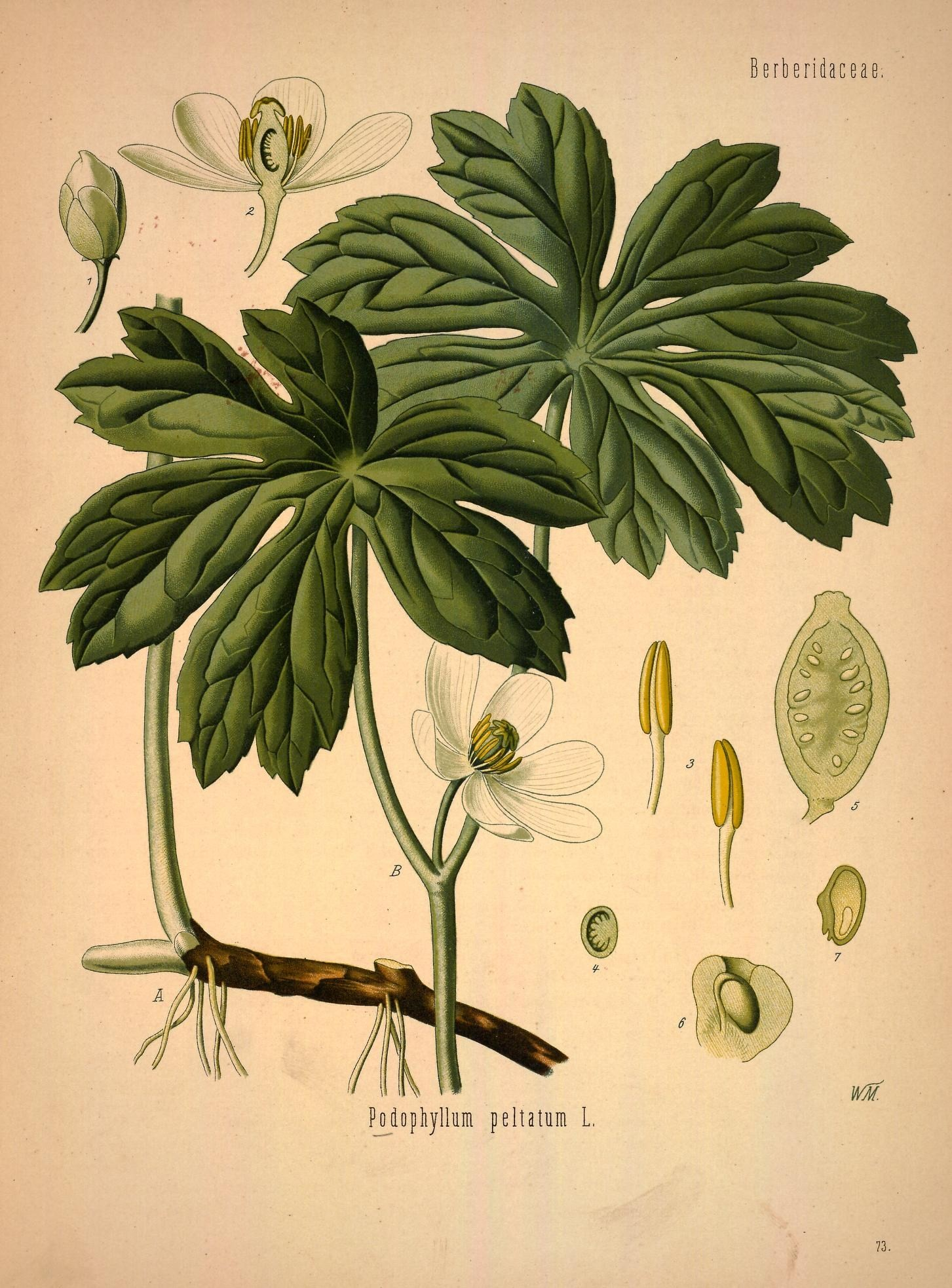

Растение имеет горизонтальное узловатое корневище длиной до 1 м, от которого отходят многочисленные придаточные корни длиной до 35 см.
Стебли растения достигают 30—40 см в высоту.
Листья щитовидные, пальчаторассечённые 20—30 см длиной.
Цветки белые, диаметром 3—5 см, с шестью — девятью лепестками. Цветок развивается в развилке листьев. Вначале он по положению верхушечный вертикальный, как бы подпёртый листьями. Отсюда и происходит латинское название этого растения - "ноголист" (pod- нога, phyllum- лист). Постепенно цветоножка изгибается и цветок наклоняется вниз, а листья разрастаются и становятся верхушечными. Цветение во второй половине мая. Цветение продолжается около трех недель.
Плод — крупная яйцевидная жёлто-зелёная ягода длиной от 2 до 8 см, с ароматной мясистой мякотью и многочисленными семенами.

## Использование
Плоды подофилла щитовидного съедобны в умеренном количестве.
Растение содержит смолу (подофиллин), в которой растворены гликозиды; их агликоны относятся к лигнанам. Основные: α-пельтатин, β-пельтатин, подофиллотоксин, имеющий медицинское применение, в том числе для лечения папилломатоза мочевого пузыря и папиллом гортани, бородавок на половых органах.
В качестве лекарственного сырья используют корневище с корнями подофилла (лат. Rhizoma cum radicibus Podophylli). Их собирают осенью или весной, отмывают от земли и высушивают.

## В культуре
Подофилл щитовидный используется в качестве декоративного почвопокровного садового растения. Очень активно разрастается на рыхлой, богатой, достаточно влажной почве. Хорошо себя чувствует только в тени. На открытых местах в сухую погоду у него во второй половине лета могут засыхать листья.